# Jean Comnène (gouverneur de Dyrrachium)
Pour les articles homonymes, voir Jean Comnène.
Jean Comnène (en grec : Ἰωάννης Κομνηνός) est un aristocrate byzantin, le neveu de l'empereur Alexis Ier Comnène, dont le règne court de 1081 à 1118 et le gouverneur (doux) de l'importante cité de Dyrrachium, capitale du thème du même nom.

## Biographie

### Début de la vie
Jean est probablement né vers 1074. Il est le fils aîné du sébastocrator Isaac Comnène et de sa femme Irène d'Alanie,. En 1081, son oncle Alexis Ier Comnène propose au saint-empereur Henri IV un mariage entre Jean et une princesse allemande sans que ce projet n'aboutisse.

### Carrière
Au début de l'année 1091, Jean est choisi par Alexis pour remplacer Jean Doukas comme gouverneur (doux) de Dyrrachium, dans l'actuelle Albanie. Cette cité est d'une grande importance pour l'Empire byzantin car elle est le principal point d'entrée depuis l'Italie. Sa prise permet ensuite d'envisager la conquête des Balkans et d'avancer jusqu'à Constantinople depuis la Via Egnatia. Ainsi, lors des premières années du règne, Robert Guiscard commence sa tentative de conquête de l'Empire byzantin par la prise de Dyrrachium. Toutefois, peu après sa nomination, Jean Comnène est accusé par Théophylacte d'Ochrid de complot contre l'empereur. Pour se défendre, Jean se rend à Philippopolis où Alexis réside. Si la réalité des faits liés à cette accusation reste mal établie, l'affaire débouche sur une querelle familiale entre Alexis et son frère Isaac. Ce dernier est aussi très critique envers Adrien Comnène, son autre frère, qui soutient les accusations portées contre Jean. Finalement, Alexis rejette les accusations et confirme Jean à son poste de gouverneur, peut-être pour mettre fin aux dissensions familiales et par fidélité envers son frère Isaac,,. Ce complot, s'il n'a pas de conséquences, est une illustration des tensions naissantes au sein de la famille impériale des Comnènes, devenue le centre du pouvoir au sein de l'Empire.
En 1094, en dépit de son inexpérience militaire, Jean a pour mission de repousser les raids serbes lancés par Vukan de Rascie contre la province de Dyrrachium. Il tente alors de négocier avec le chef serbe mais en procédant ainsi, il lui donne le temps d'effectuer ses préparatifs. Dès que Vukan est prêt, il attaque les Byzantins près de Lipénion et les défait lourdement. Jean part alors pour Constantinople pour rendre compte de sa défaite à Alexis mais il est encore confirmé à son poste. En 1096, il reçoit le comte Hugues Ier de Vermandois, dont la flotte a fait naufrage au large de Dyrrachium. Jean Comnène est probablement toujours doux de Dyrrachium en 1105-1106, quand Anne Comnène indique qu'il est vaincu lors d'une campagne contre les Dalmates. Peu après, alors que la menace d'une nouvelle invasion normande conduite par Bohémond de Tarente se profile, l'empereur remplace Jean par son jeune frère Alexis.